# Finale Copa del Rey 2011
De finale van de Copa del Rey van het seizoen 2010/11 werd gehouden op 20 april 2011 in het Estadio Mestalla in Valencia. Aartsrivalen FC Barcelona en Real Madrid namen het tegen elkaar op. De Koninklijken wonnen na verlengingen waarin Cristiano Ronaldo het enige doelpunt scoorde. Het was de 18e keer dat Real Madrid de beker won.
Vier dagen voor de bekerfinale hadden Barcelona en Real Madrid het al eens tegen elkaar opgenomen in de Primera División. Zeven dagen na de bekerfinale stond in de UEFA Champions League een nieuwe confrontatie tussen beide teams op het programma. 

## Wedstrijd
|                         |              |              |             |                                                                                                   |
| 20 april 2011 21:00 MET | FC Barcelona | 0 – 1 (nv)   | Real Madrid | Estadio Mestalla, Valencia Toeschouwers: 55.000 Scheidsrechter: Alberto Undiano Mallenco (Spanje) |
| 20 april 2011 21:00 MET |              | 103' Ronaldo |             | Estadio Mestalla, Valencia Toeschouwers: 55.000 Scheidsrechter: Alberto Undiano Mallenco (Spanje) |

| Barcelona | Real Madrid |

| FC Barcelona:   |    |                   |      |
|                 |    |                   |      |
| GK              | 13 | José Manuel Pinto |      |
| RB              | 2  | Dani Alves        | 115' |
| CB              | 14 | Javier Mascherano |      |
| CB              | 3  | Gerard Piqué      |      |
| LB              | 21 | Adriano           | 117' |
| DM              | 16 | Sergio Busquets   | 107' |
| CM              | 6  | Xavi Hernández    |      |
| CM              | 8  | Andrés Iniesta    |      |
| RW              | 17 | Pedro Rodríguez   | 34'  |
| CF              | 10 | Lionel Messi      | 65'  |
| LW              | 7  | David Villa       | 104' |
| Wisselspelers:  |    |                   |      |
| GK              | 1  | Víctor Valdés     |      |
| DF              | 5  | Carles Puyol      |      |
| MF              | 15 | Seydou Keita      | 107' |
| DF              | 18 | Gabriel Milito    |      |
| DF              | 19 | Maxwell           | 115' |
| MF              | 20 | Ibrahim Afellay   | 104' |
| MF              | 37 | Thiago Alcântara  |      |
| Coach:          |    |                   |      |
| Josep Guardiola |    |                   |      |

| Real Madrid:   |    |                   |          |
|                |    |                   |          |
| GK             | 1  | Iker Casillas     |          |
| RB             | 17 | Álvaro Arbeloa    |          |
| CB             | 4  | Sergio Ramos      |          |
| CB             | 2  | Ricardo Carvalho  | 119'     |
| LB             | 12 | Marcelo           |          |
| DM             | 3  | Pepe              | 26'      |
| CM             | 14 | Xabi Alonso       | 60'      |
| CM             | 24 | Sami Khedira      | 104'     |
| RW             | 23 | Mesut Özil        | 69'      |
| CF             | 7  | Cristiano Ronaldo |          |
| LW             | 22 | Ángel di María    | 85' 118' |
| Wisselspelers: |    |                   |          |
| FW             | 6  | Emmanuel Adebayor | 69' 73'  |
| MF             | 8  | Kaká              |          |
| FW             | 9  | Karim Benzema     |          |
| MF             | 11 | Esteban Granero   | 104'     |
| DF             | 19 | Ezequiel Garay    | 119'     |
| FW             | 20 | Gonzalo Higuaín   |          |
| GK             | 25 | Jerzy Dudek       |          |
| Coach:         |    |                   |          |
| José Mourinho  |    |                   |          |